# Гуггьяри, Хосе Патрисио
Хосе Патрисио Гуггьяри Корнильони (исп. José Patricio Guggiari Corniglioni; 17 марта 1884, Асунсьон — 30 октября 1957, Буэнос-Айрес, Аргентина) — парагвайский политик, президент Парагвая в 1928–1932 годах.
В 1931 году, после кровавого подавления демонстраций, призывающих к более энергичным действиям в защиту области Гран-Чако, покинул пост, чтобы предстать перед судом парламента, но был оправдан и вернулся на свой пост.

## Биография
Гуггьяри родился в Асунсьоне 17 марта 1884 года и был сыном Педро Гуггьяри, швейцарца итальянского происхождения. Среднее образование он получил в Национальном колледже Асунсьон в 1901 году. В 1910 году окончил университет со степенью доктора права и общественных наук, но в это время его интересы уже лежали не в плоскости науки, а в плоскости политики.
В 1918 году был назначен министром внутренних дел в правительстве Мануэля Гондра. Далее он поддерживал Гондру в период гражданской войны 1921–1923 годов.
15 августа 1928 года был избран президентом республики.
В 1931 году, после кровавого подавления демонстраций, призывающих к более энергичным действиям в защиту области Гран-Чако, покинул пост, чтобы предстать перед судом парламента. С 23 октября 1931 по 26 января 1932 года обязанности президента исполнял Эмилиано Гонсалес Наверо. Но в результате разбирательства Гуггьяри был оправдан и вернулся в должность.
15 августа 1932 года покинул свой пост, уступив его Эусебио Айяле, а через несколько дней началась кровопролитная Чакская война с Боливией.